# Dlhé nad Cirochou
Dlhé nad Cirochou és un poble i municipi d'Eslovàquia. Es troba a la regió de Prešov, al nord del país.

## Història
La primera referència escrita de la vila data del 1333.

## Demografia
| Godina             | 1994 | 2004   | 2014   | 2024   |
| ------------------ | ---- | ------ | ------ | ------ |
| Nombre de persones | 2029 | 2106   | 1995   | 1868   |
| Diferència         |      | +3,79% | −5,27% | −6,36% |

| Godina             | 2023 | 2024   |
| ------------------ | ---- | ------ |
| Nombre de persones | 1851 | 1868   |
| Diferència         |      | +0,91% |